# Sonate pour piano no 2 de Balakirev
Pour les articles homonymes, voir Sonate pour piano (homonymie).
La Sonate pour piano no 2 en si bémol mineur est la deuxième sonate pour piano de Mili Balakirev. Composée en 1905, elle est en quatre mouvements.

## Analyse de l'œuvre
1. Andantino
2. Moderato
3. Larghetto: Intermezzo
4. Allegro non troppo, ma con fuoco